# شهرستان آلامیدا (کالیفرنیا)
شهرستان آلامیدا شهرستانی در آمریکا و در ایالت کالیفرنیا می‌باشد که بیشتر ساحل شرقی منطقه خلیج سانفرانسیسکو را اشغال کرده‌است. در سرشماری سال ۲۰۰۰ جمعیت آن معادل ۱٬۴۴۳٬۷۴۱ نفر برآورد شده‌است و هفتمین رتبه را در ایالت کسب کرده‌است. مرکز آن اوکلند می‌باشد.
شهرستان آلامیدا هم‌اکنون بیشترین نرخ مالیات فروش در کالیفرنیا که معادل ۸.۷۵٪ است را دارا می‌باشد.
این شهرستان در سال ۱۸۵۳ از قسمت بزرگی از شهرستان کنترا کوستا و قسمت کوچکتری از شهرستان سانتا کلارا تشکیل شده‌است.
واژهٔ «آلامیدا» به معنی «درختزار سپیدار» است.